# 伯靈湖
56°10′50″N 9°22′20″E / 56.18056°N 9.37222°E

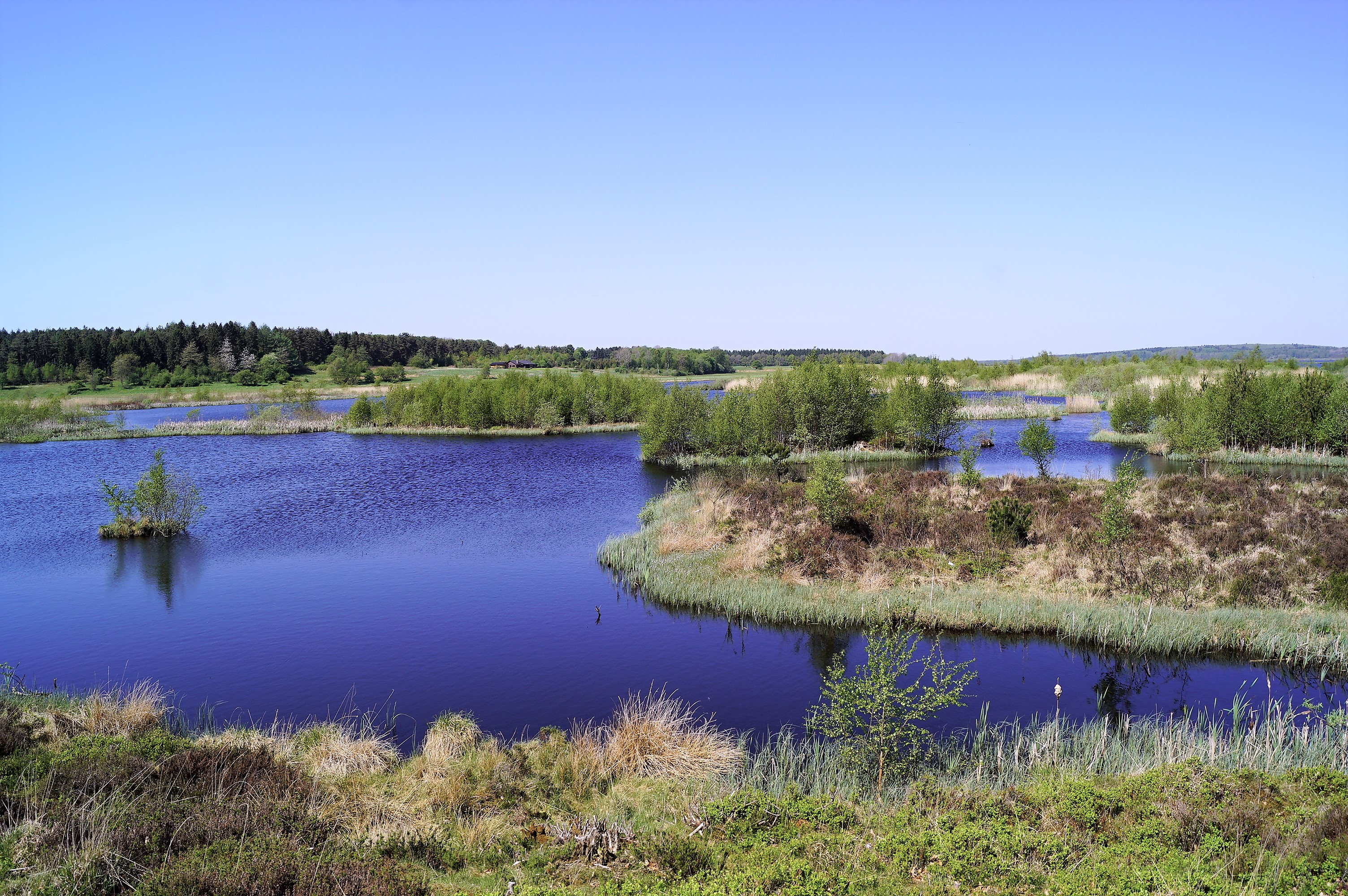
伯靈湖

伯靈湖（丹麥語：Bølling Sø），是丹麥的湖泊，位於日德蘭半島中部，處於錫爾克堡以西，距離首都哥本哈根200公里，長1.5公里、寬1.1公里，面積0.7平方公里，海拔高度65米。